# Xã Bear Grove, Quận Cass, Iowa
Xã Bear Grove (tiếng Anh: Bear Grove Township) là một xã thuộc quận Cass, tiểu bang Iowa, Hoa Kỳ. Năm 2010, dân số của xã này là 248 người.